# Самашки
Сама́шки (чечен. СемаӀашка) — село в Ачхой-Мартановском районе Чеченской Республики. Административный центр Самашкинского сельского поселения.

## География
Село расположено в северной части Ачхой-Мартановского района, на левом берегу реки Сунжа, в 9,7 км к северу о районного центра Ачхой-Мартан и в 36,6 км к западу от города Грозный. В 4 км к югу от села проходит федеральная автотрасса «Кавказ». Также через село проходит железная дорога от Назрани к Грозному. Часть села расположена за железной дорогой. СКЖД в 2021 году рассматривался проект восстановления железнодорожной станции «Самашкинская», которая была разрушена во время войн.
В состав Самашек включён и посёлок Дружба, состоящий из нескольких двухэтажных многоквартирных домов. В селе стоят четыре отдельных здания школ.
С севера к территории села примыкают холмы Сунженского хребта, с юга — Самашкинский лесной массив и река Сунжа.
Ближайшие населённые пункты: Новый Шарой на юге, Давыденко на юго-западе, Серноводское на западе, Радужное на северо-востоке и Закан-Юрт на востоке.

## Этимология
Название села и местности происходит от чечен. Сай-Маӏашка, что в переводе означает — «к оленьим рогам».

## История

### Археология
В селе обнаружено два средневековых поселения XIII — XV века н. э. Первое поселение, находившееся к западу от села, имело длину 1000 м. и лежало над поймой Сунжи, второе же находилось к востоку и имело культурный слой 0,4 метра. В 1945 году их обоих исследовали Т. М. Минаев и Н. И. Штанько, весь собранный материал до 1994 года хранился в Чеченском государственном музее. В двух километрах к востоку от села находится Самашкинское 1-е городище, датируемое средневековьем. Толщина культурного слоя составляет 0,7 метра. Территория городища окружают овраги и ров. Материал до 1994 года хранился в Грозном. Самашкинское 2-е городище находилось в 1,5 км к западу от села. Городище укреплено рвом и имеет культурный слой 0,25 м. Изучалось в 1945 году Т. М. Минаевым и Н. И. Штанько.

### Кавказская война
В феврале 1832-го года генерал-лейтенант Вельяминов прошёлся со своим отрядом, сжигая и уничтожая непокорные чеченские аулы. 17 февраля, истребив Казах-Кечу, разорив деревню Албару, войска заняли Большие Самашки, дома и имущество не явившихся с покорностью были уничтожено. Разрушены также Гала-юрт, Закан-юрт, Большой Кулар, Малый Кулар, Алхан-юрт.
В 1840-х годах Самашки и окружающие чеченские села Закан-Юрт, Нижние Самашки, Галой-юрт, Албури-Юрт, Казах-Кичу были разрушены, а население оттеснено за Сунжу. После в 1851 году здесь заложена станица Самашкинская при формировании Сунженской казачьей линии, на месте бывшего чеченского аула Нижние Самашки.

### XX век
В 1920 году в ходе депортации терских казаков приказом № 01721 всё казачье население станицы было выселено: мужчины в возрасте от 18 до 50 лет отправлены в концентрационные лагеря за пределы Кавказа, женщины, дети и старики — за Терек. Приказом ЦИК Горской республики от 25 апреля 1922 года станица была переименована в аул Самашки.
В 1944 году во время выселения чеченцев всё население было выселено в Среднюю Азию. В 1957 году чеченцы стали возвращаться на родные земли.
В советскую эпоху в селе функционировали сельскохозяйственные предприятия и крупный Самашкинский консервный завод.

### Первая Чеченская война
В период Первой чеченской войны, 7—8 апреля 1995 года в селе, по утверждению некоторых российских и международных правозащитных организаций, было совершенно массовое убийство мирных граждан федеральными войсками. По мнению правозащитной организации «Мемориал», данные об этом эпизоде, распространенные информационным агентством чеченских боевиков, не вызывают доверия.

В информационном листке помещен ряд сообщений, явно не имеющих отношения к реальности — о якобы имевшем место ещё 6 апреля убийстве ОМОНовцами 41 старика-самашкинца, об обстреле села из установок «Ураган», о гибели 500 жителей села и т. п. В целом, как и многие другие сообщения данного информационного агентства, сообщение «Чечен-пресс» о событиях в Самашках не вызывает доверия.
Однако «Мемориал» не отрицает факты преступлений против мирных жителей села.

«Зачистка» Самашек сопровождалась убийствами мирных жителей, издевательствами над задержанными, грабежами и поджогами домов. Именно в ходе «зачистки» погибло больше всего жителей села и было разрушено большинство домов. Многие жители села считают, что военнослужащие в ряде случаев совершали преступления, находясь под наркотическим опьянением. В качестве доказательства они показывали журналистам, депутатам и членам правозащитных организаций, посещающим Самашки, одноразовые шприцы, в большом количестве валявшиеся на улицах села после ухода из него федеральных сил. В результате проведения операции в Самашках 7—8 апреля среди жителей села было большое количество убитых. На момент написания доклада его авторам было достоверно известно о гибели 103 жителей села, однако, по-видимому, этот список неполон. Подавляющее большинство погибших, числившихся в этом списке, не принимали участия в вооруженных столкновениях, а были мирными жителями села. Именно мирные жители села были объектом нападения в ходе «зачистки» со стороны военнослужащих ВВ и сотрудников МВД РФ.
Причины гибели мирных жителей: артиллерийский или минометный обстрел села; обстрел улиц из бронетранспортеров; обстрел снайперами улиц и дворов; расстрелы в домах и во дворах; взрывы гранат, брошенных в подвалы, дворы и помещения с людьми; поджоги домов; убийства в ходе конвоирования задержанных для «фильтрации».
14 марта 1996 года федеральные войска блокировали село Самашки, где находился крупный вооруженный отряд боевиков под командованием Хизира Хачукаева. 15 марта федеральная сторона начала штурм села. В 20-х числах марта боевики покинули Самашки. Этим событиям посвящена песня «Самашки» (альбом «Чечня в огне») известного чеченского барда Тимура Муцураева.

### После Чеченских войн
В августе 2003 года, около 500 жителей села перекрыли федеральную трассу «Кавказ», требуя освободить похищенную 16-летнюю девушку, жительницу села Эльзу Кацаеву.
15 августа 2003 года военная комендатура, находящаяся в селе, была подвергнута нападению со стороны боевиков. В результате массированного обстрела здания из автоматического оружия и гранатометов 2 военнослужащих погибли и около 10 получили ранения различной степени тяжести.
1 апреля 2004 года внутренние войска провели в селе спецоперацию, заблокировав Самашки со всех сторон. В двух строениях были заготовки для мин, радиоуправляемое СВУ, снаряженный фугас, гранатомёты и другие боеприпасы. По данным телекомпании НТВ, в Самашках в результате подобных спецопераций пропавшими без вести числятся 27 человек.

## Население
| 1979    | 1990    | 2002    | 2010    | 2012    | 2013    | 2014    |
| ------- | ------- | ------- | ------- | ------- | ------- | ------- |
| 9185    | ↗9945   | ↗10 824 | ↗11 275 | ↗11 524 | ↗11 743 | ↗11 898 |
| 2015    | 2016    | 2017    | 2018    | 2019    | 2020    | 2021    |
| ↗12 070 | ↗12 199 | ↗12 275 | ↗12 408 | ↗12 597 | ↗12 738 | ↗12 899 |
| 2023    | 2024    |         |         |         |         |         |
| ↗13 016 | ↗13 079 |         |         |         |         |         |

Национальный состав
По данным Всероссийской переписи населения 2010 года:
| Народ   | Численность, чел. | Доля от всего населения, % |
| ------- | ----------------- | -------------------------- |
| чеченцы | 11 263            | 99,9 %                     |
| другие  | 12                | 0,1 %                      |
| всего   | 11 275            | 100,00 %                   |

## Тайпы
| Состав чеченских тайпов в селении: | Состав чеченских тайпов в селении: |
| ---------------------------------- | ---------------------------------- |
| Зумсой                             | Макажой                            |
| Дай                                | Хакмадой                           |
| Аккий                              | Чантий                             |
| Терлой                             | Цечой                              |
| Келой                              | Гухой                              |
| Чубахкинарой                       | Чейрой                             |
| Нашхой                             | Химой                              |
| Шарой                              | Садой                              |
| Нохч-Келой                         | Чинхой                             |
| Галай                              | Мулкой                             |
| Шикарой                            | Хуландой                           |
| Босой                              | Цечой                              |
| Буттий                             | Цикарой                            |
| Хачарой                            | Нижалой                            |
| Малхий                             | Мержой                             |